# 國慶日 (中華民國)
中華民國的國慶日，定為1911年武昌起義的發動日——10月10日，亦稱雙十節、雙十國慶、雙十慶典、中華民國國慶日。武昌起義是辛亥革命的開端，起事後兩個月內中國各地革命行動陸續成功，最終成功推翻清朝，並於1912年1月1日建立中華民國，成為東亞第一個獲普遍承認的共和國。該日亦為中華民國的國定紀念日之一。
自從1949年中華民國政府遷臺以來，每年國慶日皆舉行慶典，主要為臺北總統府前廣場舉行由政府相關單位共同籌辦的「中華民國中樞暨各界慶祝國慶大會」，包括升旗典禮及藝文慶祝活動，並有各式遊行及表演隊伍，在蔣中正政府時期更是每年舉行國慶閱兵；晚間則有國慶煙火施放表演。
民主进步党执政的蔡英文政府在2021年至2023年間使用「Taiwan National Day」（即英语“台湾国庆日”）做為中華民國國慶日的國際譯名，遭馬英九等泛藍人士認為帶有台獨意涵而予以批评。

## 沿革

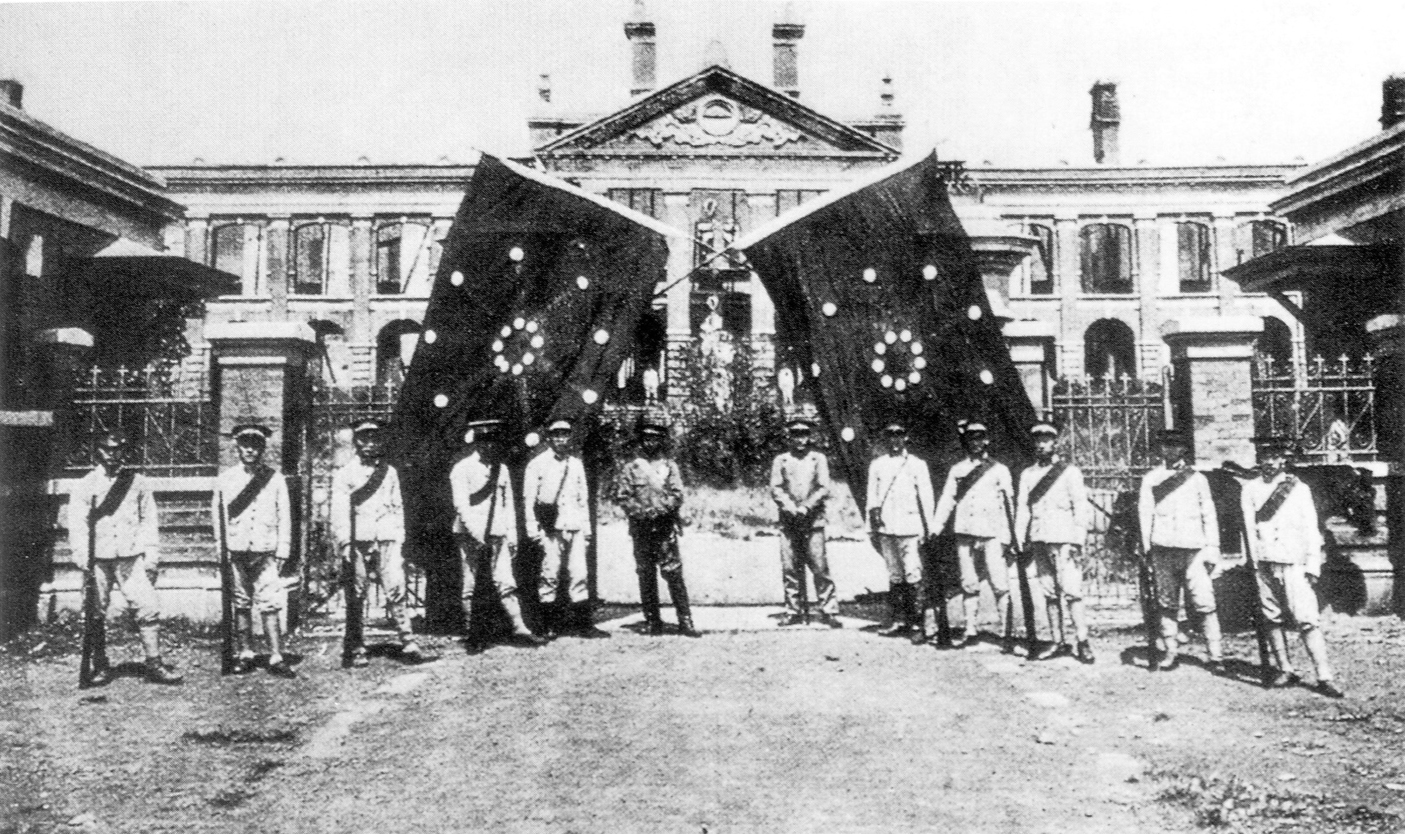
武昌起義成功後的武昌湖北軍政府

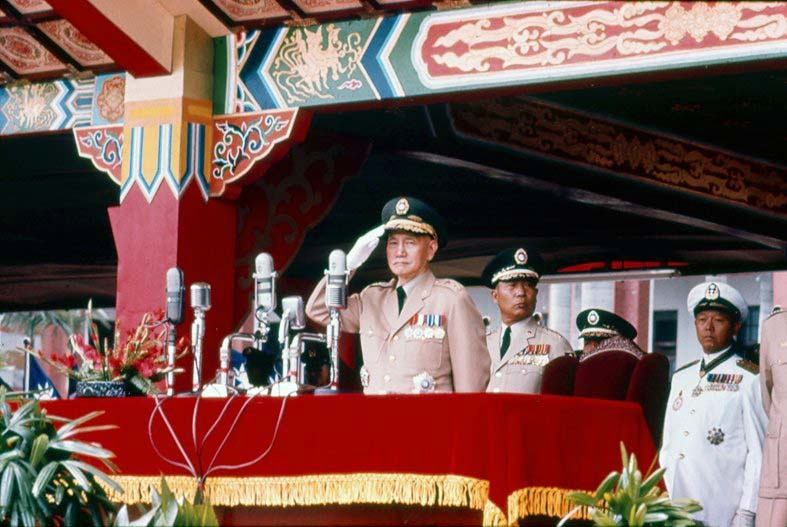
時任中華民國總統蔣中正在臺北總統府前主持民國55年（1966年）國慶慶祝大會

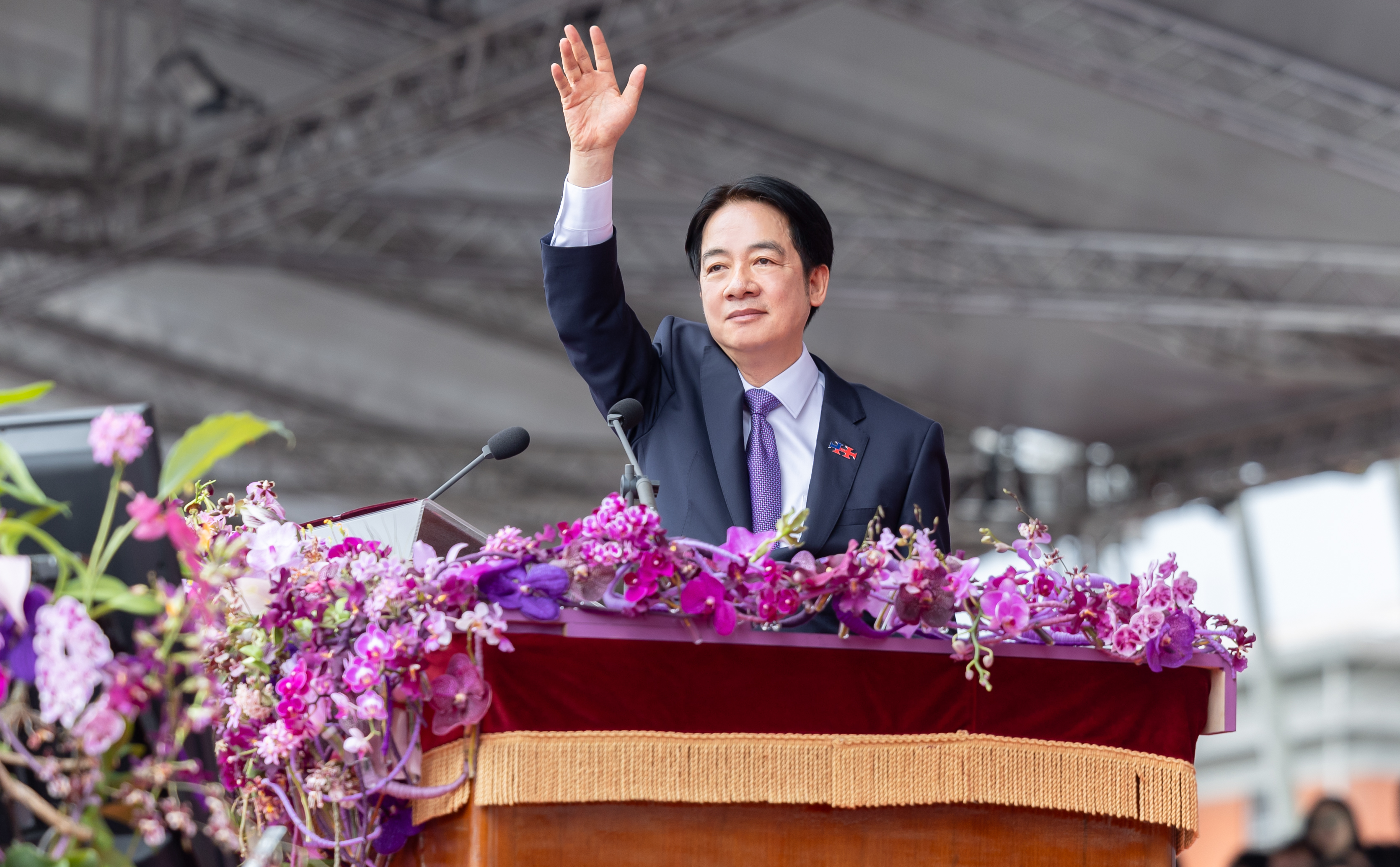
現任中華民國總統賴清德於民國113年（2024年）在臺北總統府前國慶慶祝大會

宣統三年八月十九（時為農曆辛亥年），即公元1911年10月10日，革命黨人發動武昌起義，並且成為清朝末年以來第一個成功的共和革命起事。
武昌起義成功後，各省陸續響應革命運動宣布脫離清朝獨立，至陽曆12月時，中國22個省中已有13個省由革命黨人掌握。經過籌備與選舉後，獨立各省在南京組成中華民國臨時政府；1912年1月1日，孫文在南京就任第一任中華民國臨時大總統，1月2日宣布改元民國、改採陽曆曆法，定公元1912年為中華民國元年，象徵中華民國正式成立。
辛亥革命爆發後，中國一度陷入南京的臨時政府與北京的清廷南北分治的局面。南北議和後，清廷於宣統三年十二月廿五（即1912年2月12日）頒布《退位詔書》，中國從原本的南北分治再度歸於統一，清朝的統治也正式告終，中國歷史邁入民國與共和政體的新時代。
由於武昌起義對中華民國的建立起了最關鍵的作用，北遷北京後的臨時政府在1912年9月28日通過臨時參議院決議，將武昌起義爆發日，即陽曆10月10日，定為中華民國的國慶日。中華民國真正建立的日期──陽曆1月1日（元旦），則在孫文就任臨時大總統時定為「中華民國開國紀念日」。

## 國慶慶祝活動

### 國慶煙火
1953年，中華民國政府開始舉辦國慶煙火活動，原本決定用信號彈發射，後來逐漸改進，施放單位為國防部聯合後勤司令部（聯勤），事實上，施放時間除了雙十國慶日也包含蔣中正生日之「蔣總統誕辰」國定例假日，蔣中正1975年去世後，僅在國慶日施放，因此被稱為國慶煙火。
1960年代，因應國慶煙火施放規模擴大，除了將施放地點由總統府改為淡水河河畔外，製作施放煙火單位則專責由聯勤轄下、位於台北市市郊的聯勤總部第四十四兵工廠（今國軍二〇六兵工廠；現址為信義計畫區）負責，1984年，因應機關組織改革，煙火製造與施放改由聯勤兩不同單位負責，數年後則又轉交國防部軍備局統籌。2000年陳水扁政府上台後，取消元旦煙火，僅施放國慶煙火，並在各縣市巡迴舉辦。
此外，1999年與2009年因發生921大地震、八八水災，當年皆取消國慶慶祝活動及國慶煙火施放。2015年與2016年因發生八仙樂園彩色派對火災、206大地震，當年取消國慶煙火施放，但國慶慶祝活動照常。2017年於台東恢復施放國慶煙火。

### 國慶閱兵
雙十國慶自辛亥革命以來幾乎年年都有慶祝國慶日的活動。在北洋政府和國民政府時期都有盛典。1936年在南京雙十國慶慶典，除了有平劇表演外，亦有10,000名中國童子軍參加表演，之後進行閱兵典禮。穿著整齊的部隊踢著正步，緊跟在後的是一排又一排的德式武器，是國民政府在大陸最盛大的國慶閱兵。
中華民國政府於1949年10月10日舉行在臺灣的首次公開閱兵，並由國防部東南軍政長官陳誠擔任大閱官（類似中华人民共和国所稱之「阅兵首长」）。蔣中正復行視事後，於1951年雙十節亦舉行慶祝建國四十週年閱兵，此後至1964年（民國53年）之間，原則上每年均舉行國慶閱兵典禮。此外，1958年發生八二三砲戰、1959年發生八七水災、1962年面臨解放軍持續武力威脅，行政院於該年9月13日第七八一次行政院會議決議暫停舉行國慶閱兵，總計此期間共有三度停止閱兵，其餘均年年舉行。
而1964年的國慶閱兵，由於參與空中分列式的中華民國空軍戰鬥機飛行高度過低，發生中國廣播公司發射電塔扯落戰鬥機副油箱的意外，導致油箱墜落中央氣象局前砸死三位民眾（包含一位氣象局員工、一位路過婦人與嬰兒）。另兩架空軍F-104星式戰鬥機奉令察看事故戰機的受損狀況，不慎距離過近發生擦撞，墜毀於臺灣省臺北縣土城鄉（今新北市土城區）山區，造成王乾宗與林鶴聲兩位飛行軍官因公殉職。此後取消年年公開閱兵的傳統。
1975年恢復國慶閱兵後，僅在新任總統就職當年、以及建國「逢十」週年國慶時才會舉行國慶閱兵典禮，其他年度以「自強遊行」節目替代。不過在解嚴後，閱兵被認為是威權獨裁及黷武的象徵1991年以後而遭遇到自由主義者的反對。因此在1991年舉行最後一次大型閱兵後，隨著臺灣民主化而不再有閱兵舉行。
| 西元年份 | 建國週年   | 代號     | 大閱官       | 大閱官 | 閱兵指揮官 | 備註 |
| -------- | ---------- | -------- | ------------ | ------ | ---------- | --- |
| 1949年   | 建國38週年 | 無       | 東南軍政長官 | 陳誠   | 不詳       | 中華民國國軍首度在臺灣舉行公開閱兵。 |
| 1951年   | 建國40週年 | 無       | 總統         | 蔣中正 | 艾靉中將   | 中華民國政府遷台後首次國慶閱兵。 |
| 1952年   | 建國41週年 | 無       | 總統         | 蔣中正 | 唐守治中將 | |
| 1953年   | 建國42週年 | 無       | 總統         | 蔣中正 | 周雨寰少將 | |
| 1954年   | 建國43週年 | 無       | 總統         | 蔣中正 | 徐汝誠中將 | 因九三砲戰爆發，徵調軍機協防臺灣海峽，取消空中分列式。                                                                                       |
| 1955年   | 建國44週年 | 光華演習 | 總統         | 蔣中正 | 鄭為元少將 | |
| 1956年   | 建國45週年 | 光復演習 | 總統         | 蔣中正 | 劉鼎漢中將 | |
| 1957年   | 建國46週年 | 中興演習 | 總統         | 蔣中正 | 胡炘中將   | |
| 1960年   | 建國49週年 | 鼎興演習 | 總統         | 蔣中正 | 朱元琮中將 | |
| 1961年   | 建國50週年 | 復興演習 | 總統         | 蔣中正 | 鄭為元中將 | |
| 1962年   | 建國51週年 | 復華演習 | 總統         | 蔣中正 | 馬安瀾中將 | 9月11日臨時取消閱兵，參與部隊於一周內歸建。                                                                                                  |
| 1963年   | 建國52週年 | 復漢演習 | 總統         | 蔣中正 | 袁國徵中將 | |
| 1964年   | 建國53週年 | 興漢演習 | 總統         | 蔣中正 | 郝柏村中將 | 參與空中分列式的兩架F-104星式戰鬥機擦撞墜毀，王乾宗與林鶴聲兩位飛官殉職。此後取消年年閱兵的傳統。                                            |
| 1975年   | 建國64週年 | 大漢演習 | 總統         | 嚴家淦 | 張家俊中將 | 恢復閱兵，嚴家淦就任總統後首度閱兵。 |
| 1978年   | 建國67週年 | 漢威演習 | 總統         | 蔣經國 | 蔣仲苓中將 | 蔣經國就任總統後首度閱兵。 |
| 1981年   | 建國70週年 | 漢武演習 | 總統         | 蔣經國 | 許歷農中將 | |
| 1987年   | 建國76週年 | 僑泰演習 | 總統         | 蔣經國 | 程邦治中將 | 於新竹湖口基地，也是總統蔣經國最後一次校閱國軍官兵。                                                                                         |
| 1988年   | 建國77周年 | 光武演習 | 總統         | 李登輝 | 陳廷寵中將 | 李登輝就任總統後首度閱兵。 |
| 1991年   | 建國80周年 | 華統演習 | 總統         | 李登輝 | 羅文山中將 | 最後一次國慶閱兵典禮，也是中華民國國軍目前為止最後一次大規模的閱兵。期間民主運動人士發起「反閱兵，廢惡法」運動進行抗議，數度與軍警發生衝突。 |

### 國防展演
至2007年以後，在國慶日慶祝活動上偶爾會有展現國家軍事武力的「國防展演」節目。國防展演內容以三軍儀隊表演以及展示戰車、飛彈等高科技武器或特殊部隊為主，並非傳統的分列式閱兵。陳水扁擔任總統時，在2007年舉行名為「同慶操演」的首次國防展演。馬英九擔任總統期間，也僅於2011年，即中華民國建國百年慶典時舉行國防展演。2016年，蔡英文就任總統後第一年舉行以「國軍救災能量」為主題的國防展演，創下首次「非武裝」國防展演的紀錄。
| 西元年份 | 建國週年    | 代號     | 國防展演大閱官 | 國防展演大閱官 | 國防展演指揮官 | 備註                                                                                           |
| -------- | ----------- | -------- | -------------- | -------------- | -------------- | ---------------------------------------------------------------------------------------------- |
| 2007年   | 建國96週年  | 同慶操演 | 總統           | 陳水扁         | 吳斯懷中將     | 陳水扁就任總統後首度國防展演                                                                   |
| 2011年   | 建國100週年 | 國防展演 | 總統           | 馬英九         | 朱玉書中將     | 馬英九就任總統後首度國防展演                                                                   |
| 2016年   | 建國105週年 | 慶祥操演 | 總統           | 蔡英文         | 任季男中將     | 蔡英文就任總統後首度國防展演，以「國軍救災能量」為主題，為首次非武裝國防展演。                 |
| 2021年   | 建國110週年 | 主題表演 | 總統           | 蔡英文         | 鍾樹明中將     | 以「捍衛台灣」為主題的各式車隊與機隊進場受閱，為蔡英文總統任內首次在國慶大會上「秀軍事肌肉」。 |

### 發行紀念幣
歷年來中央銀行針對建國紀念，都會發行紀念幣章，例如：民國70年（1981年）10月8日發行的中華民國建國七十年紀念銀章，就是國慶相關的官方活動，歷年來也發行過類似或相關的金章、銀章，可再予以補充內容。

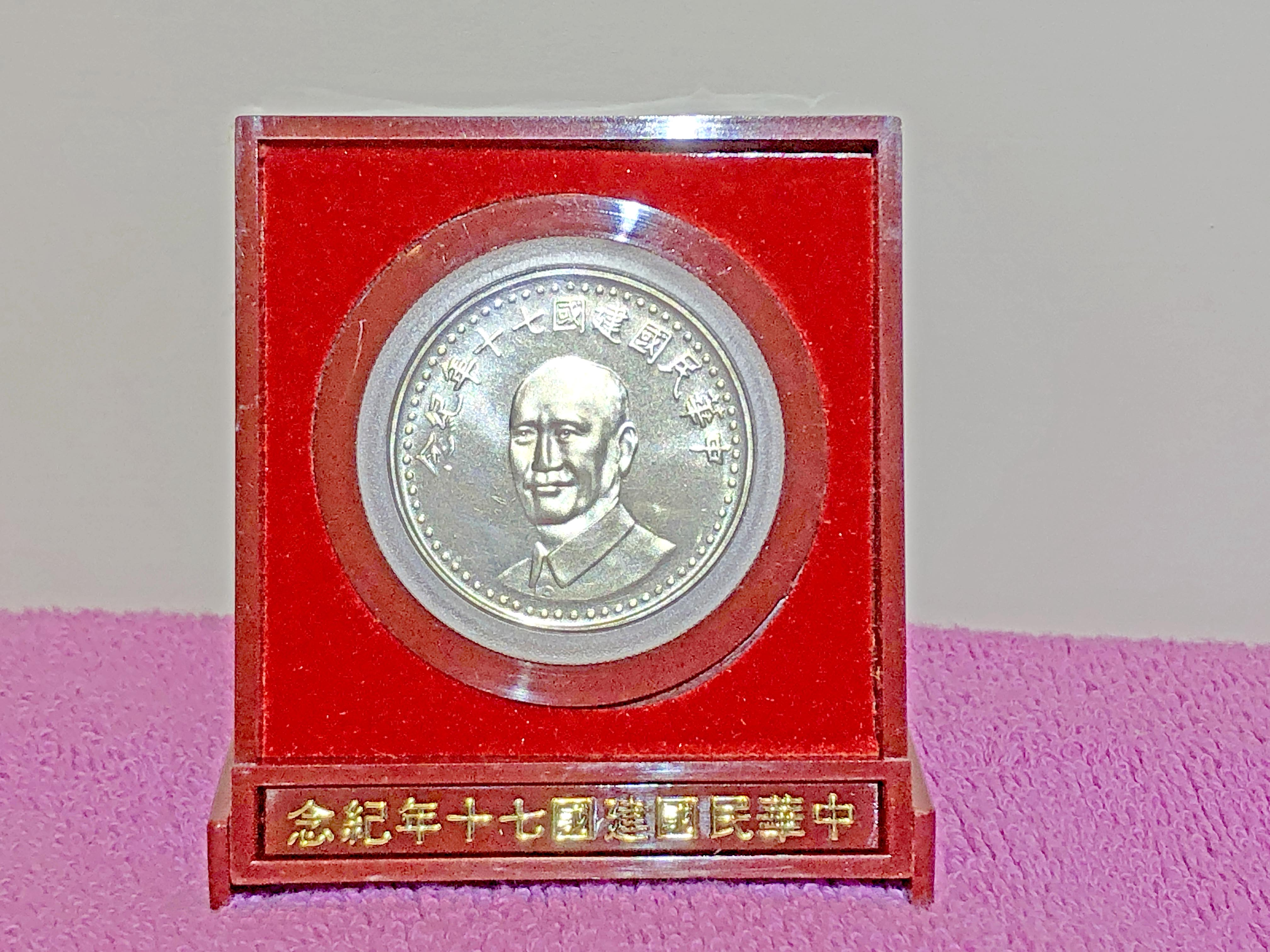
中華民國建國七十周年紀念銀幣：正面

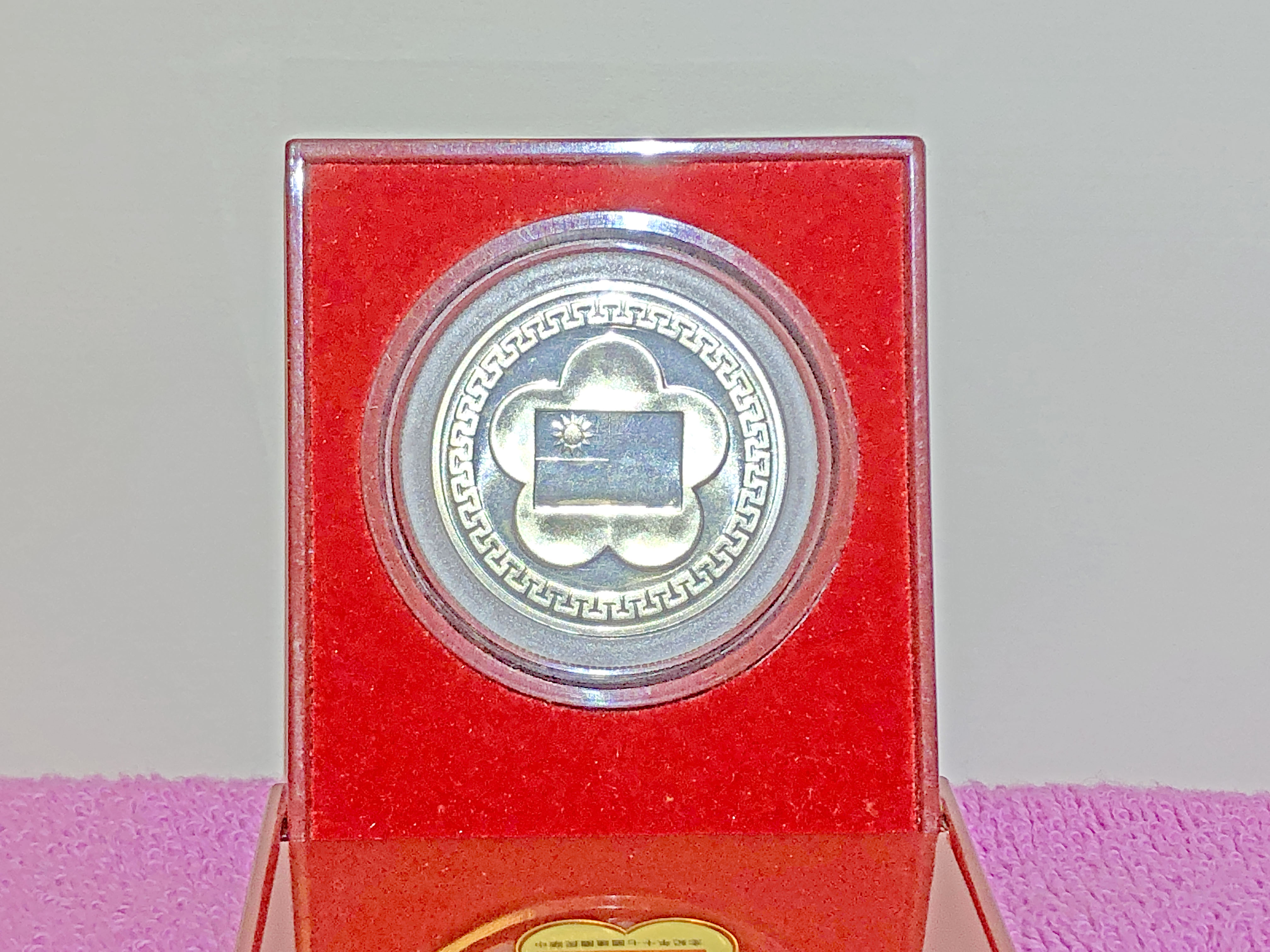
中華民國建國七十周年紀念銀幣：背面

### 建國百年
2011年是武昌起义一百年，也是中華民國開國一百年。從2009年10月10日起由時任副總統蕭萬長為首組成了中華民國建國一百年慶祝活動籌備委員會負責國慶百年的相關慶祝事宜；2010年10月10日起到2011年10月10日，有長達一年時間的慶祝活動。
百年國慶主軸以「民國百年，民主台灣」、「中華民國精彩100」為核心概念。2011年推出的摇滚音乐剧《夢想家》，由當時的行政院文化建設委員會委託表演工作坊製作，主要製作人為賴聲川，於2011年10月10日（國慶日）、10月11日在台中市圓滿戶外劇場演出兩個場次，耗資新台幣二億一千五百萬。引發台灣社會內部許多的討論，也成為2012年中華民國總統選舉的議題之一，時任文建會主委盛治仁也為此事請辭。
2011年慶祝中華民國建國百年活動中，國慶大會活動主題為「榮耀百年齊心力，開創台灣新願景」，尤其是擴大國防展演，成為注目的焦點。時任總統馬英九在建國百年國慶以「百年奮鬥、民主台灣」為題的演說時表示，對這個國家、對這塊土地，「我懷著深深感恩的心情，我願意奉獻此生一切，努力建設台灣，讓它成為自由繁榮的樂土」。馬英九總統並以國、台、客語三聲帶說，「中華民國是我們的國家，台灣是我們的家園」，現場響起如雷掌聲，最後率領全場高呼口號，「中華民國萬歲！台灣民主萬歲！」。

中華民國建國百年國慶牌樓
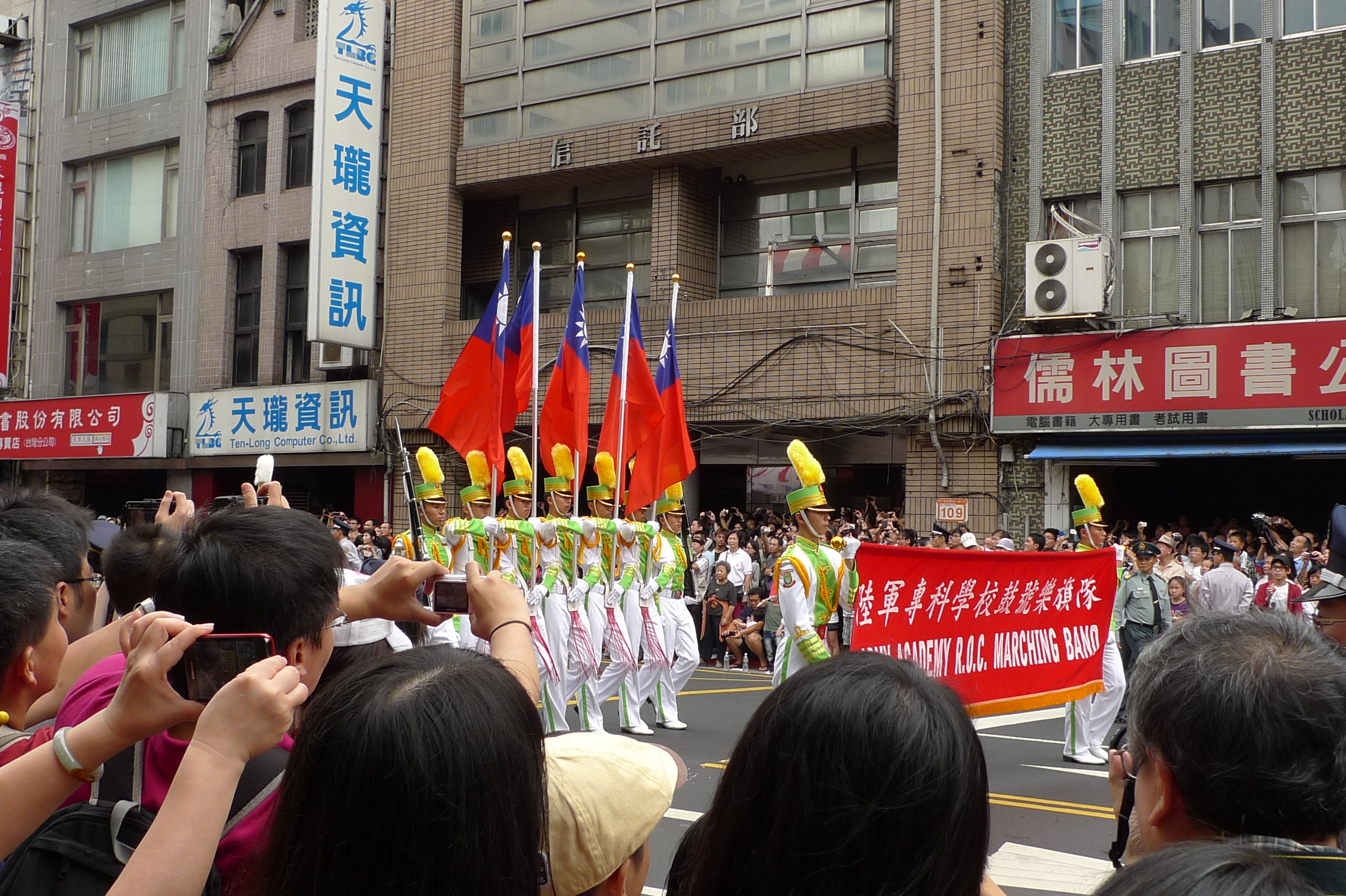
中華民國軍校學員在2011年“雙十”慶典期間進行遊行
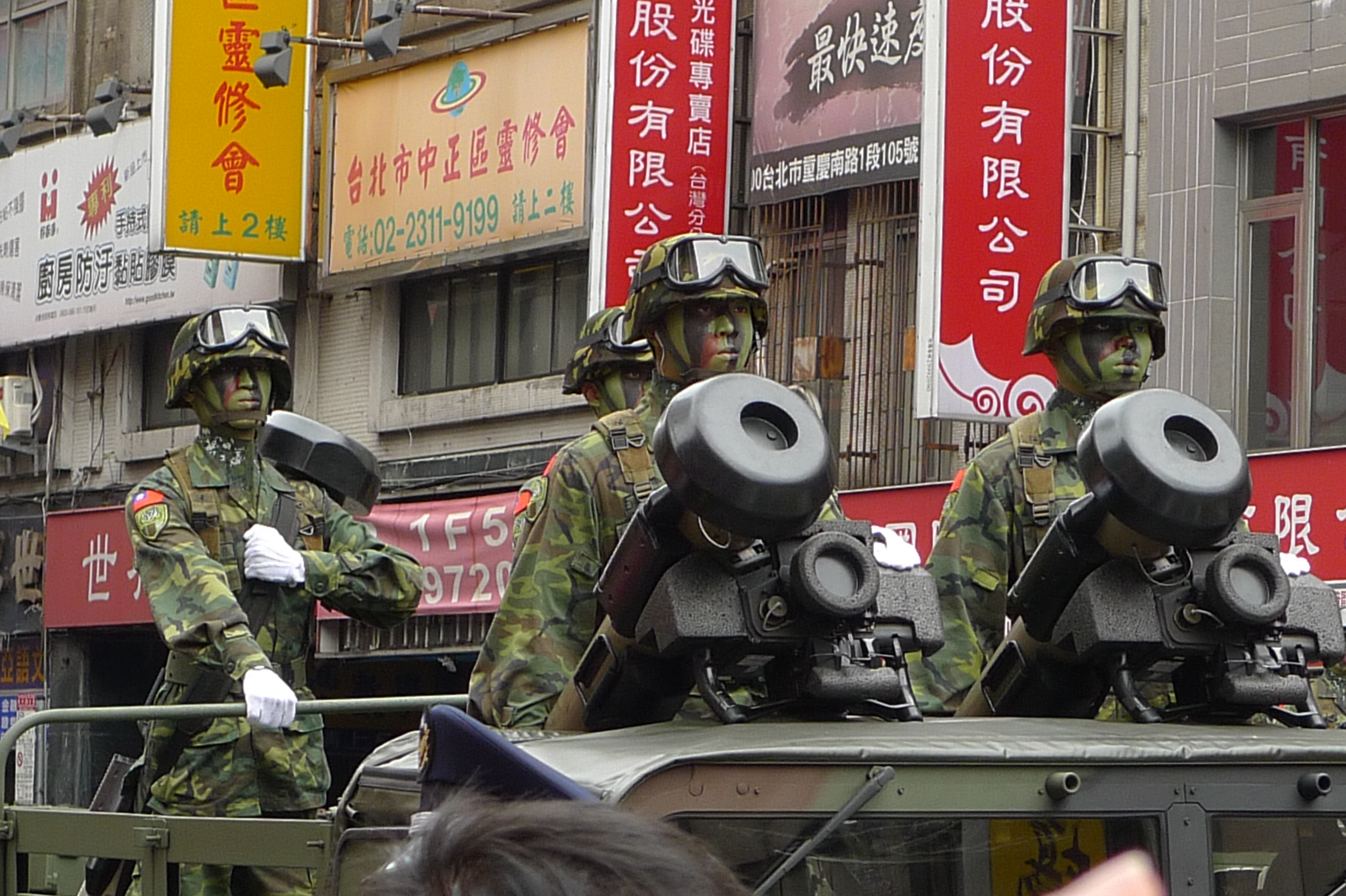
國慶大會國防展演

### 建國一零六年

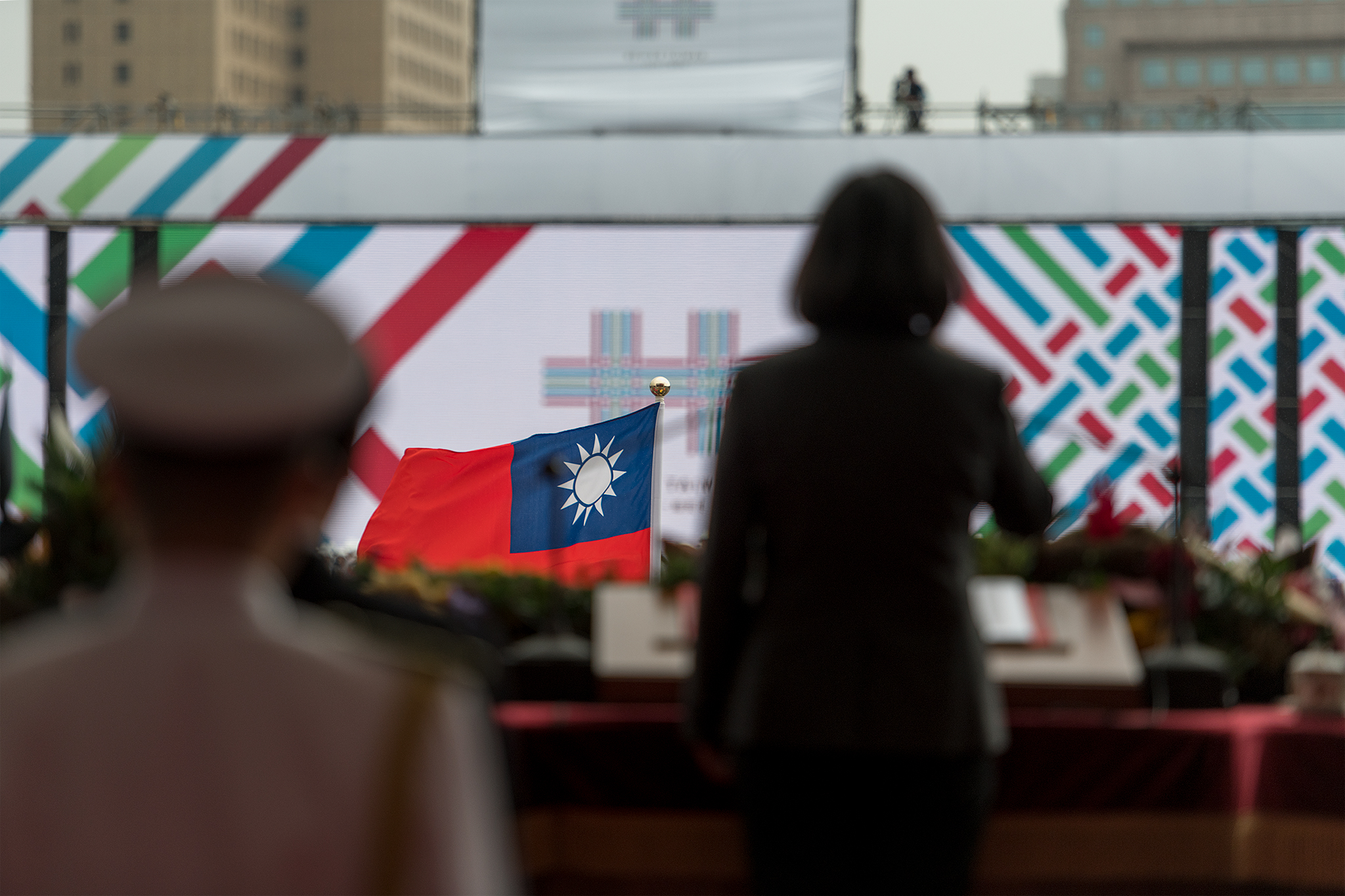
建國106年雙十主視覺（遠方）及茄芷配色，與時任總統蔡英文背影

2017年，國慶主視覺主題採用茄芷袋紅、藍、綠三色元素，由曾入圍2010年葛萊美獎最佳唱片設計獎的台灣設計師鄭司維設計，融入台灣庶民特色，活動主題為「2017 一起更好」、「BETTER TAIWAN」，並將其中的兩個字母「TT」轉為雙十形象。與往年不同之處除了主視覺未採用以往中華民國國旗紅、白、藍及金色等，凱達格蘭大道上設置的國慶牌樓也從以往華北式紫禁城風格更換為較簡潔由茄芷三色構成的牌樓。

### 建國一零八年
2019年，由於正值中華人民共和國與美國貿易戰持續進行以及香港反對逃犯條例修訂草案運動，時任總統蔡英文在發表談話中提及世界貿易和國際政治情勢變化帶來挑戰，需重振台灣人的自信，讓台灣成為國際社會不可或缺的一份子；此外，蔡英文反對中國大陸推動的「一國兩制臺灣方案」，并認為香港的「一國兩制」處於失序邊緣。蔡英文亦認為中華民國在外交方面應結合理念相近的國家，以確保台海和平穩定。

### 建國一一零年
2021年10月10日於新冠疫情流行期間舉辦的國慶大典，主題是「民主大聯盟，世界加好友」，總統蔡英文發表「四個堅持」主張，於「捍衛台灣、國防自主、守土有責」的主題表演中強調國防自主實力與自我防衛決心以應對逐年升溫的海峽兩岸緊張關係。

### 建國一一一年

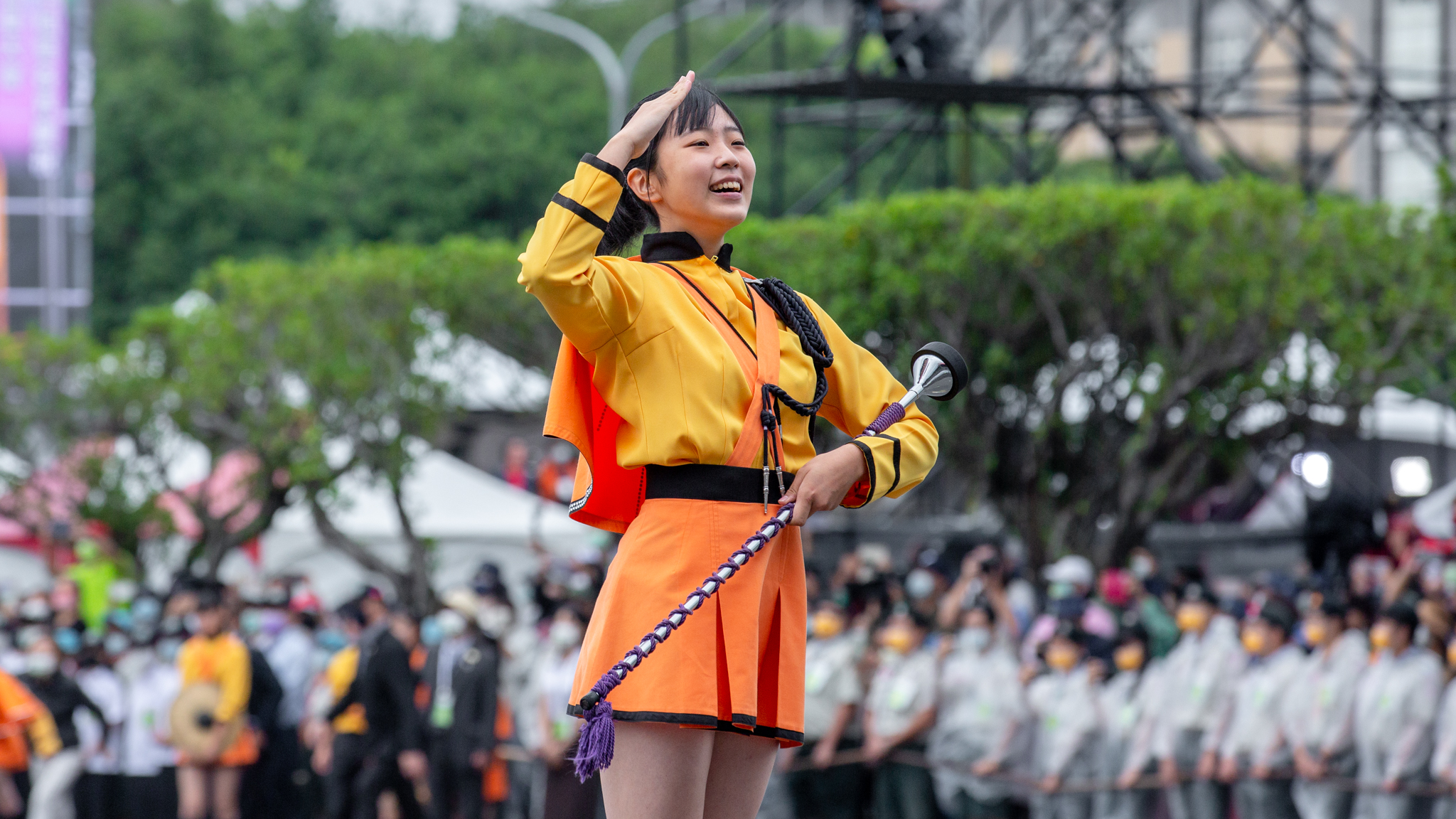
京都橘高校吹奏樂部時任指揮木花百花，攝於中華民國111年（2022年）10月10日國慶大會會場。

2022年10月10日，總統蔡英文以「給世界一個更好的臺灣—堅韌之島‧韌性國家」為題發表演說。大會以「守土衛國，你我同行」為主題，分為「序幕暖場」、「國慶大會」、「主題表演」三個階段，包括戰機衝場、北一女樂儀旗隊、曉明女中管樂團、三軍聯合樂儀隊以及日本京都橘中學校及高等學校吹奏樂部參與國慶大會演出，同時祝賀台日友情五十週年。

### 建國一一三年
2024年7月，國慶主視覺再度恢復馬英九政府時期色彩。同年10月5日，國慶晚會首度在台北大巨蛋舉行；10日，籌備委員會主任委員韓國瑜在大會致詞提到「中華民國」共16次。

## 其他活動
認同中華民國的华侨，也會在這一天舉行慶祝活動。當中美國芝加哥以及舊金山等地的唐人街會舉行慶祝遊行，紅色的雙十圖案是常見的裝飾。

### 民間自辦慶祝活動

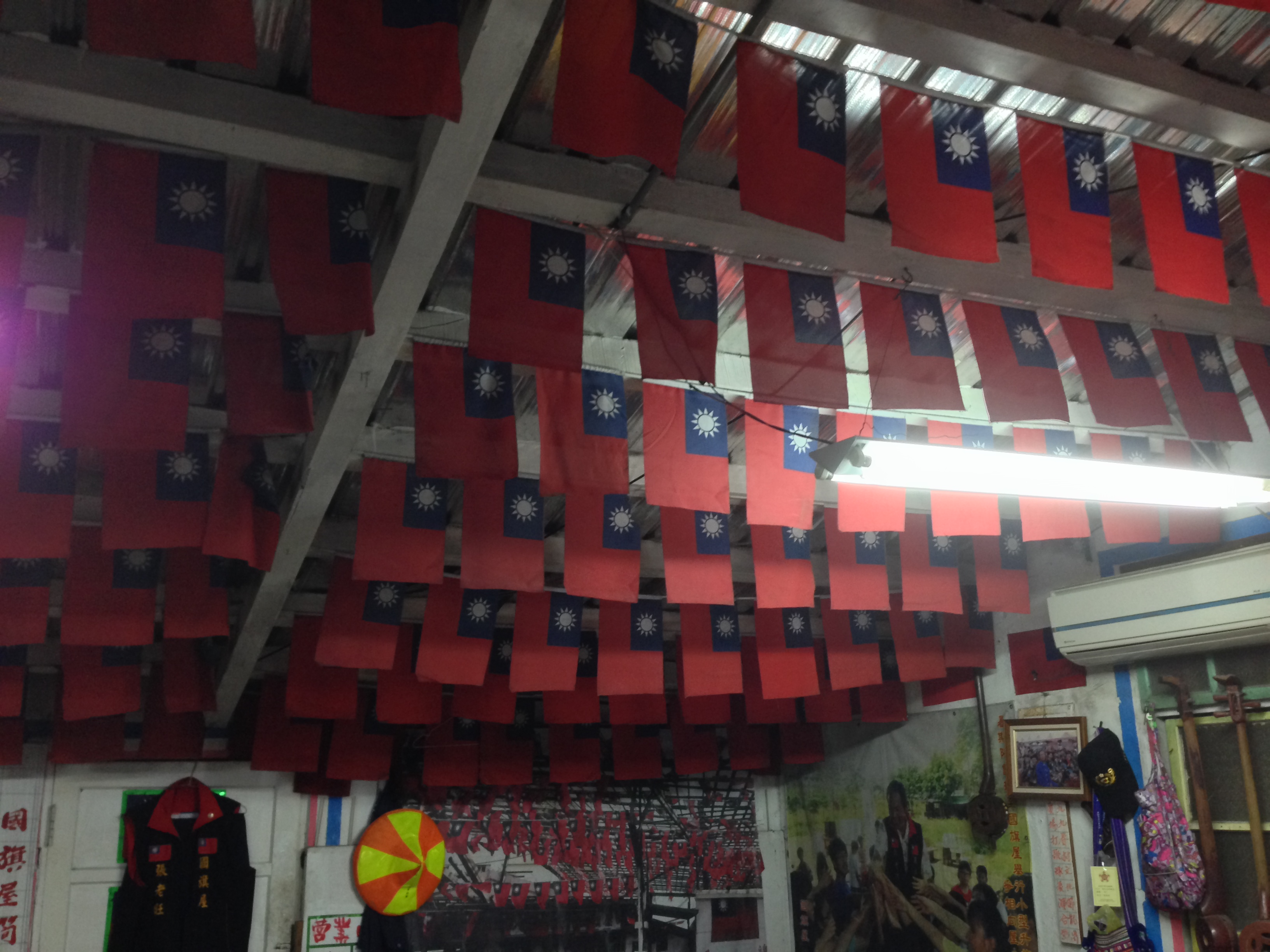
國旗屋內一景

桃園市國旗屋米干店店長張老旺每年自辦國慶升旗活動。
新竹縣寶山鄉寶山村則舉行寶山鄉雙胞胎節。

### 江國慶日
因生於民國64年（1975年）10月10日而被父母取名為「國慶」的江國慶於服役時遭軍方施壓錯殺，「江國慶案」因而成了臺灣人權史上最戲劇化的重大汙點之一。財團法人民間司法改革基金會等人權團體與江國慶家屬持續要求國家機器應勇於面對自己的錯誤，並追究違法失職的陳肇敏等軍官的刑事責任和民事責任，並在國慶日於自由廣場前引領群眾參加「雙十紀念江國慶 默哀10分10秒」的「江國慶日要究責」活動。

### 世界各地的慶祝活動

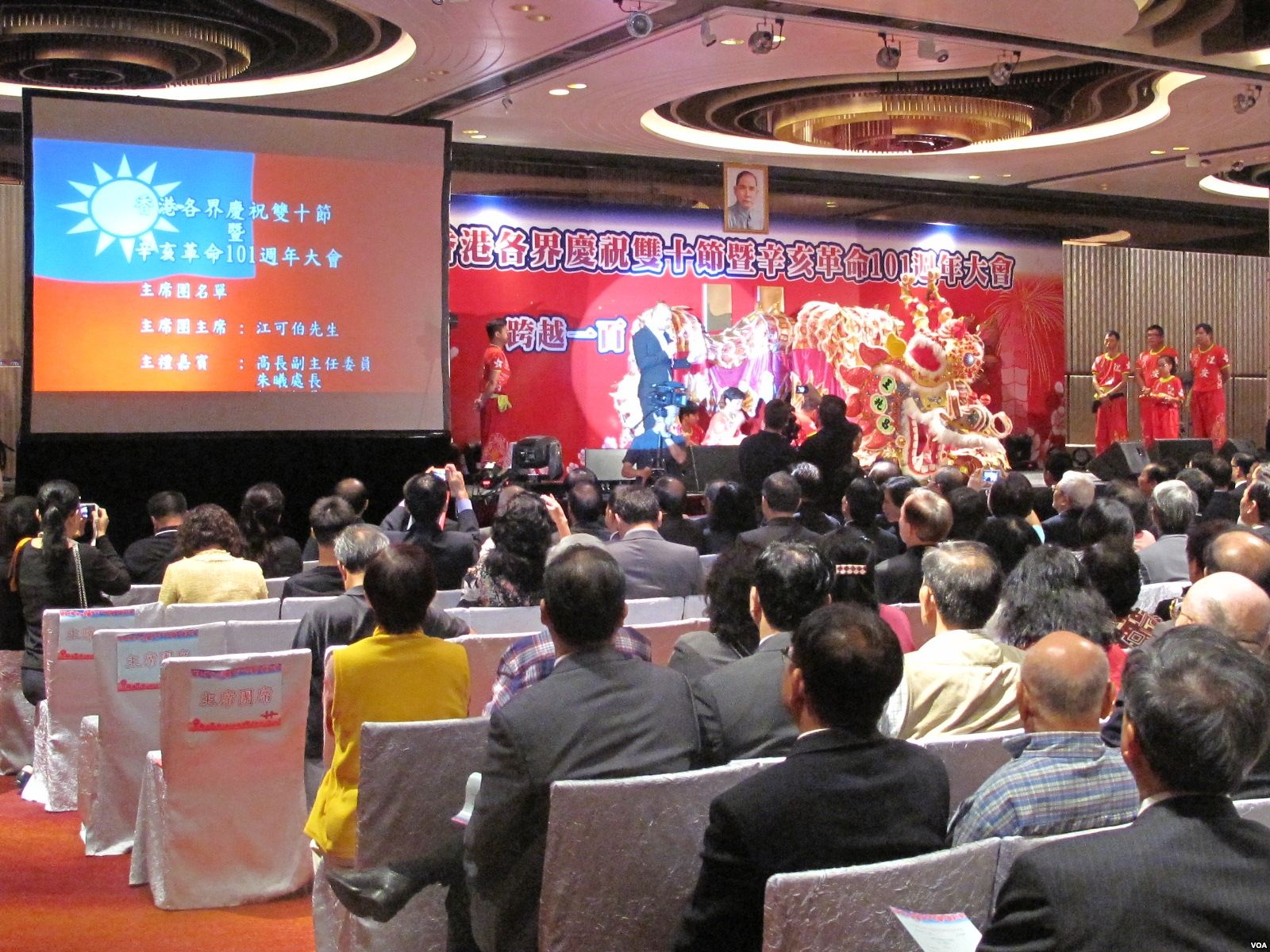
2012年香港台灣社團慶祝雙十節

### 香港的慶祝活動
香港在1997年之前，很多香港市民及親台團體會舉辦慶祝雙十節的活動。在中華民國支持者聚居的地區，例如調景嶺、荃灣、長沙灣、錦田、屯門等，街道上往往可見中華民國國旗飄揚，場面相當壯觀。每逢雙十節，在九龍石硤尾的公共屋邨一帶都會安裝上宏偉的慶祝雙十節裝飾，如在大廈外牆懸掛巨型蔣介石和孫中山畫像、「雙十」標誌和中華民國國旗旗海。在1979年雙十節盛大壯觀的場景吸引台灣媒體到香港報道，畫面中可見石硤尾街頭佈置了一個巨型孫中山肖像和青天白日滿地紅旗的旗海，也在1996年出現過樓高6層的青天白日滿地紅旗高掛在大樓之間。
1997年後，香港政府未明文禁止相關活動。街上掛出的相關橫額、旗幟等曾被警方以「佔用政府空間」為由拆除。
2019年，香港爆發反對逃犯條例修訂草案運動，在該年「雙十節」當天，親中華民國人士在街頭插滿中華民國國旗，同時也發起「青天白日滿地紅遍香港、中華民國國旗插遍香港」、「愛國愛港、愛中華民國，雙十國慶、18區遍地開花」活動。
2020年10月10日，原定在香港舉辦的雙十活動因疫情和《國安法》而取消。2021年9月23日，香港保安局局長鄧炳強警告香港市民切勿在「雙十節」意圖做出把台灣從中國分裂出來的行為，包括鼓勵和煽動其他人，更反問為何要慶祝「雙十節」，暗示香港人不能再慶祝「雙十節」。負責籌辦「雙十」活動人士表示，目前香港的政治環境十分惡劣下，今年不會舉辦慶祝辛亥革命活動，慨嘆「辛亥革命像消失了」。

### 澳門的慶祝活動
澳門早在1925年10月10日早已有雙十國慶的活動，當時澳門教育會召集各校在鏡湖操場歡慶國慶活動，被澳門警察廳勸阻，並要求「勿令各校學生列隊遊行」，各校雖然非常憤慨，但又無法抗拒，只得暫停在鏡湖操場開會，僅在各校禮堂舉行慶典。是否成功舉行雙十國慶有關活動，其實還需要看澳葡政府臉色。因為澳門雖然華人社會為主的地方，但當時殖民主權仍屬葡萄牙。
葡萄牙在1928年12月19日外交承認中華民國國民政府之後，澳葡政府在1929年10月9日頒第329號訓令，規定中華民國雙十國慶（10月10日）實施為澳門公眾假期，該訓令刊登在澳門政府公報。
澳門最後一次以雙十國慶名義的公開慶祝活動，是1966年10月10日。1966年10月11日的澳門華僑報詳細紀錄了1966年澳門慶祝雙十國慶的情況：「升旗禮於上午八時在文第士街一號國父紀念舘門前舉行，參加僑胞社團代表僑領學校員生，共二千二百六十餘人，紀念舘門面，建搭各界僑胞慶祝雙十巨型綵牌，紀念舘四週遍懸旗幟，升旗禮由各界僑胞慶祝大會主席鄧晴隆主持，童子軍理事會張志誠指揮，司號男童軍黎萬明，司儀女童軍楊賢好，升旗後再由聖若瑟中學女學生歌詠團八十人，及在塲僑胞唱歌，繼高呼口號，鳴炮禮成，各界僑胞隨在紀念館花園參加八時卅分之獻花禮，儀式開始，首由大會主席鄧晴隆代表各界大會向國父銅像獻花致敬，以次各僑團僑校百餘單位代表分向國父銅像獻花致敬。各界僑胞慶祝雙十大會，於上午十時卅分在火船頭街勞工大厦四樓大禮堂舉行。十二時正，全澳各地區開始燃放炮竹，慶祝大會炮竹上會均有數十丈長串炮竹。下午七時在聖中體育舘舉行聯歡大叙餐，筵開百餘席，塲面熱烈愉快，席間大會主席：鄧晴隆，馮漢樹，黃兆鴻，鄭逸雄，區萬勝，蘇煖等，向大家敬酒，一齊舉杯互祝。氹仔路環兩區僑胞亦舉行升旗禮慶祝大會，叙餐會，茶會鳴炮等節目，氹仔幷有粵劇演出助興，熱烈慶祝，歡渡佳節。」
澳門發生一二·三事件之後，澳門總督嘉樂庇在1967年1月草簽「澳門政府對澳門各界同胞代表所提抗議的答覆」以及「澳門政府接納和執行廣東省外事處處長提出的四項要求的文件」。由於澳葡不允許親台機構在澳門活動，國父紀念館成為澳門唯一可以公開展示青天白日滿地紅旗的地方，每年紀念孫中山誕辰和逝世，以及紀念辛亥雙十革命活動，都在此舉行。當時澳門政府公報記載，雙十國慶節在一九二九年至一九八零年曾經為澳門公眾假期。澳門大部份社團和人士隨中國大陸，把中華民國雙十國慶稱為辛亥革命紀念日，少部分親中華民國人士例外。

### 中國大陸的慶祝活動
中國大陸官方把中華民國雙十國慶稱為辛亥革命紀念日。
中國大陸部分異見人士以及親中華民國人士亦會慶祝中華民國的成立。

## 公眾假期
在中華民國自由地区（臺澎金馬地區），國慶日當天放假一天，若與周休假期僅相隔一工作日者，該工作日則調為假期，並擇前一星期六補班補課。
2015年起，若遇周六於前一個上班日補假，遇周日於次一個上班日補假。

## 外部連結
- 中華民國國慶籌備委員會——中華民國113年國慶（页面存档备份，存于） （繁體中文）
- 中華民國 讚國慶的Facebook專頁
- YouTube上的中華民國各界慶祝國慶籌備委員會頻道